# Silt’e (Volk)
Die Silt’e (ስልጤ) sind eine ethnische Gruppe im südlichen Äthiopien. Eine frühere Bezeichnung ist Ost-Gurage. Diese leitet sich ab von der Verwandtschaft der Silt’e-Sprache mit der Sprache der Gurage. Bei der Volkszählung von 2007 bezeichneten sich 940.766 Personen als Silt’e, womit sie 1,27 % der äthiopischen Bevölkerung stellen.
Bis in die 1990er Jahre wurden die Silt’e nicht als eigenständige Ethnie anerkannt, sondern unter dem Sammelbegriff Gurage subsumiert. Erst die neue föderalistische Ordnung ermöglichte die staatliche Anerkennung ihrer ethnischen Identität und 1991 die Gründung einer Silt’e-Zone innerhalb der äthiopischen Region der südlichen Nationen, Nationalitäten und Völker (SPNNR).
Das Volk der Silt’e setzt sich aus verschiedenen Untergruppen zusammen, deren wichtigste sind die Azärnät-Bärbäre, die Alichcho-Wuriro, die Silt’i und die Wulbaräg (auch bekannt als Ulbarag Daloch Sanktuar). In ihrer überwiegenden Mehrheit sind die Silt’e sunnitische Muslime. Sie wurden auch Hadiyya genannt, da sie sich auf den historischen muslimischen Staat Hadiyya zurückführen.
Die Bevölkerung der Silt’e-Zone lebt vorwiegend von der Landwirtschaft. Die Kultivierung der Nahrungspflanze Ensete (Ensete ventricosum) ist von besonderer wirtschaftlicher Bedeutung für die Kleinbauern. Viele Silt’e leben saisonweise oder dauerhaft in den Städten Südäthiopiens und insbesondere Addis Abeba und Adama, wo sie vor allem als Kleinhändler aktiv sind.